# Новохижин, Михаил Михайлович
Михаил Михайлович Новохижин (15 сентября 1921, Феодосия — 12 января 2012, Москва) — советский актёр, певец, режиссёр и театральный педагог, народный артист России (1998).

## Биография
Михаил Новохижин родился 15 сентября 1921 года в Феодосии в семье директора табачной фабрики Михаила Даниловича Новохижина.
Учился в феодосийской школе-гимназии № 1 им. Кирова, одним из преподавателей был Александр Грин. Окончил школу с золотой медалью.
По окончании школы Михаил поступил в Московский авиационный институт, но в 1940 году был призван в армию как авиаспециалист. Михаил Новохижин прошёл всю Великую Отечественную войну.
После войны Новохижин был направлен в Академию имени Н. Е. Жуковского. Во время учёбы выступал в любительских спектаклях под руководством известного артиста Леонида Кмита и в 1946 году во время одного из спектаклей он был замечен знаменитыми актрисами Е. Д. Турчаниновой и А. А. Яблочкиной, которые настояли на его перевод в Театральное училище имени Щепкина (курс В. Н. Пашенной). По окончании училища в 1949 году Новохижин был зачислен в труппу Малого театра, где сыграл более 40 ролей.
Кроме большой работы в театре Новохижин снимался в кино, в частности в фильмах «В начале века», «Цель его жизни», «Срочно, секретно — Губчека» киностудии «Мосфильм» и в телевизионном фильме «Ян Амос Каменский» в заглавной роли. Озвучивал роли в мультфильмах «Впервые на арене», «Дочь солнца», «Рикки-тикки-тави», «Возвращение с Олимпа».
В 1962 году Михаил Новохижин окончил высшие режиссёрские курсы при ГИТИСе. В 1971—1975 годы заведовал кафедрой режиссуры и мастерства актёра Московского государственного института культуры. Сделал несколько постановок в театрах («Последняя жертва», «Третья патетическая», «Конец Хитрова рынка», «Последние», «На чужбине», «Кремлёвские куранты»).
С 1952 года параллельно преподавал в Театральном училище им. Щепкина. В 1975—1984 годах Михаил Новохижин был ректором училища, с 1979 года — профессор. Также преподавал режиссуру в Академии культуры, искусства и туризма. Кроме этого, Новохижин был широко известен как исполнитель песен и романсов в кинофильмах, на эстраде, радио и телевидении.
Скончался 12 января 2012 года в Москве, на 91-м году жизни. Похоронен на Троекуровском кладбище (уч. 22а).

## Семья
- Жена — Капитолина Артемьевна Кузьмина (1925—2022), артистка оперетты, Народная артистка РСФСР.
- Дочь — Мария Михайловна Новохижина, актриса и педагог[7].

## Награды
- Орден Отечественной войны II степени (06.04.1985)[8][9]
- Заслуженный артист РСФСР (14.12.1965)
- Народный артист России (13.10.1998)

## Работы в театре

### Режиссёр
- «Последняя жертва»
- «Третья патетическая»
- «Конец Хитрова рынка»
- «Последние»
- «На чужбине»
- «Кремлёвские куранты»
- «Нас где-то ждут»

## Фильмография

### Актёр
1. 1957 — Цель его жизни
2. 1982 — Срочно… Секретно… Губчека — профессор Васнецов

### Озвучивание мультфильмов
1. 1961 — Впервые на арене — читает текст
2. 1963 — Дочь солнца — Солнце
3. 1965 — Рикки-Тикки-Тави — отец мальчика
4. 1969 — Возвращение с Олимпа — Зевс

### Вокал
1. 1957 — Девушка без адреса — песня «Кукла бессердечная» (А. Лепин — В. Лифшиц)
2. 1958 — Огонёк в горах — песни «Огонёк» и «Сероглазая» (А. Бабаев — Г. Регистан)
3. 1958 — Трое вышли из леса — песня «Молодая заря занялась вдали» (В. Баснер — М. Светлов)
4. 1959 — Исправленному верить — песня «Я сказал тебе не все слова» (А. Эшпай — В. Карпеко)
5. 1959 — Неподдающиеся — песни «Родной мой завод»
6. 1959 — Сверстницы — «Лирическая песня»
7. 1961 — В начале века
8. 1972 — Опасный поворот

## Грампластинки
1. Сероглазая / Огонёк. 31478-9, 1958, 78 об/мин[10];
2. Береговые огоньки / Веснушки. 36769-70, 1961, 78 об/мин;
3. Московские окна / Родной мой завод. 0036773-4, 1961, 78 об/мин;
4. Когда ты раннею весной / Песня из к/ф «Битва в пути». 38269-70, 1961, 78 об/мин;
5. Лирическая песня. 38627, 1962, 78 об/мин;
6. Поёт Михаил Новохижин. Д 0008139-40, 1961, 33 об/мин.